# فرودگاه بگومپت
فرودگاه بگومپت (به انگلیسی: Begumpet Airport) الگو:تلوگو یک فرودگاه نظامی و همگانی است که یک باند فرود آسفالت دارد و طول باند آن ۳۲۳۱ متر است. این فرودگاه در کشور هند قرار دارد و در ارتفاع ۵۳۱ متری از سطح دریا واقع شده‌است.
این فرودگاه در سال ۱۹۳۰ توسط عثمان علی خان، آخرین نظام حیدرآباد تأسیس شد. در گذشته، این فرودگاه توسط نظام دولتی ایالت حیدرآباد به عنوان یک فرودگاه داخلی و بین المللی برای "خطوط هوایی دککان" استفاده می‌شده است.